# Kejsergås
Kejsergås (latin: Chen canagica) er en andefugl, der lever i det østlige Sibirien og det vestlige Alaska.